# Emil Wendt
Emil Theodor Hans Wendt (* 6. Dezember 1895 in Altona; † 26. Oktober 1944 in Waldheim/Sachsen) war ein deutscher Kommunist. Er wurde im Jahr 1933 in einem von den Nationalsozialisten inszenierten Prozess zum Altonaer Blutsonntag wegen Beihilfe zum vollendeten Mord in Tateinheit mit schwerem Landfriedensbruch zu zehn Jahren Zuchthaus verurteilt. Am 14. März 1990 wurden die NS-Unrechtsurteile vom Deutschen Bundestag aufgehoben.

## Leben
Emil Wendt wuchs bei seiner Mutter Augustine Wendt und seinem Vater Johann Ludwig Weidmann auf. Von 1910 bis 1913 absolvierte er eine Lehre als Bäcker; danach arbeitete er als Geselle bis zum Ausbruch des Ersten Weltkrieges. Im Jahr 1914 meldete er sich  freiwillig zur Infanterie und wurde Mitte 1916 verwundet. Nach dem Krieg ging er zurück in seinen alten Beruf und heiratete am 27. April 1920. Am 20. August 1925 legte er vor der Handwerkskammer Altona seine Meisterprüfung ab. Wendt war Mitglied im Rotfrontkämpferbund und seit 1930 Mitglied der KPD. Am 17. Juli 1932, der später als Altonaer Blutsonntag in die Geschichte einging, versuchten Kommunisten, unter ihnen auch Wendt, der als technischer Leiter der Häuserschutzstaffeln eingesetzt war, einen Aufmarsch der Nationalsozialisten durch die Altstadt der Arbeiterhochburg Altona zu verhindern. Bei den eskalierenden Auseinandersetzungen wurden zwei SA-Leute und 16 unbeteiligte Bürger erschossen. Am 2. Juni 1933 wurde Wendt wegen Beihilfe zum Mord, schwerem Landfriedensbruch und schwerem Aufruhr zu zehn Jahren Zuchthaus verurteilt. Aufgrund einer reichsministeriellen Verfügung verblieb er auch nach Verbüßung dieser Strafe in Haft. Er wurde 1943 ins Zuchthaus Waldheim für politische Gefangene verlegt und dort am 26. Oktober 1944 ermordet.

## Gedenken

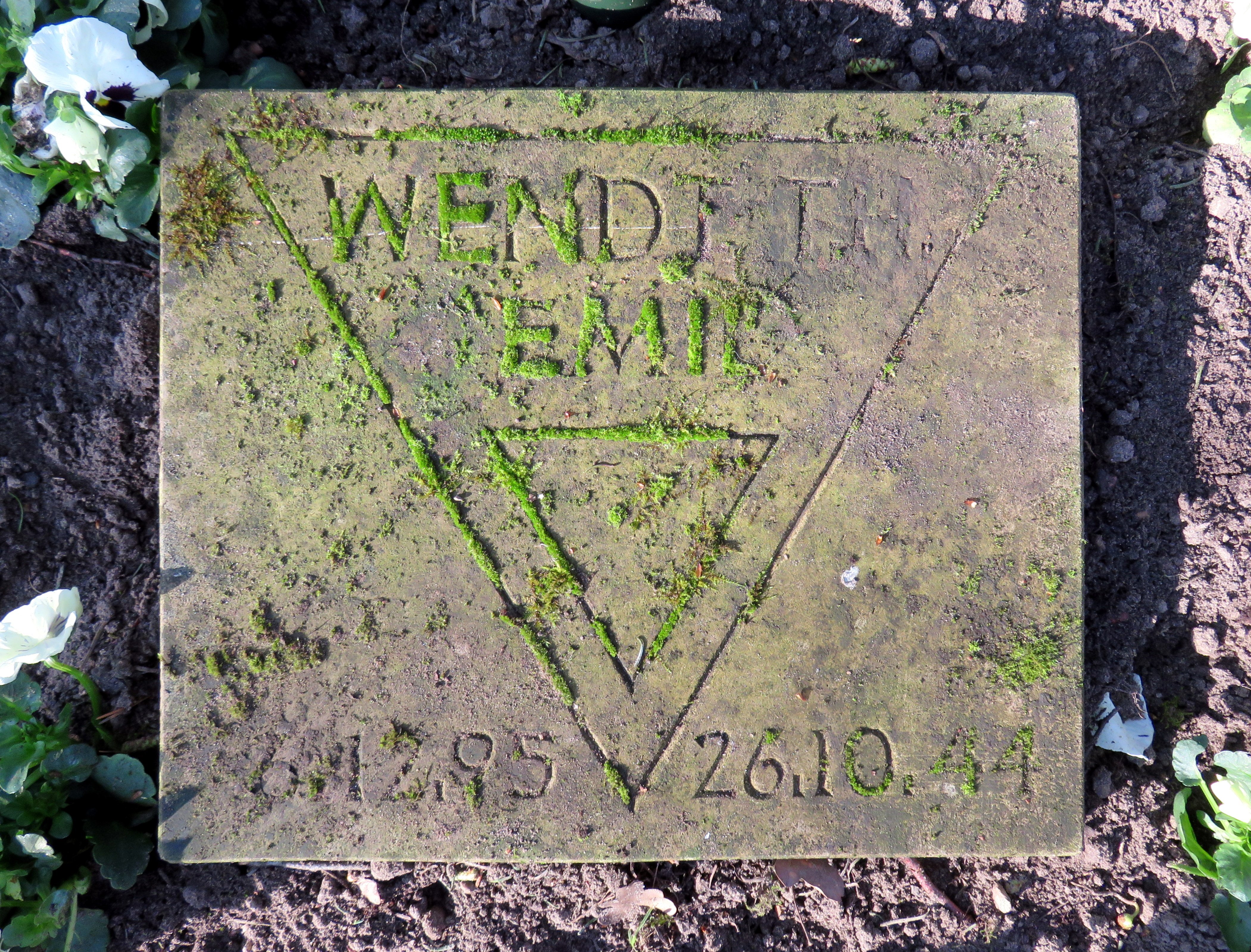
Wendt Emil T.H., Ehrenhain auf dem Friedhof Ohlsdorf

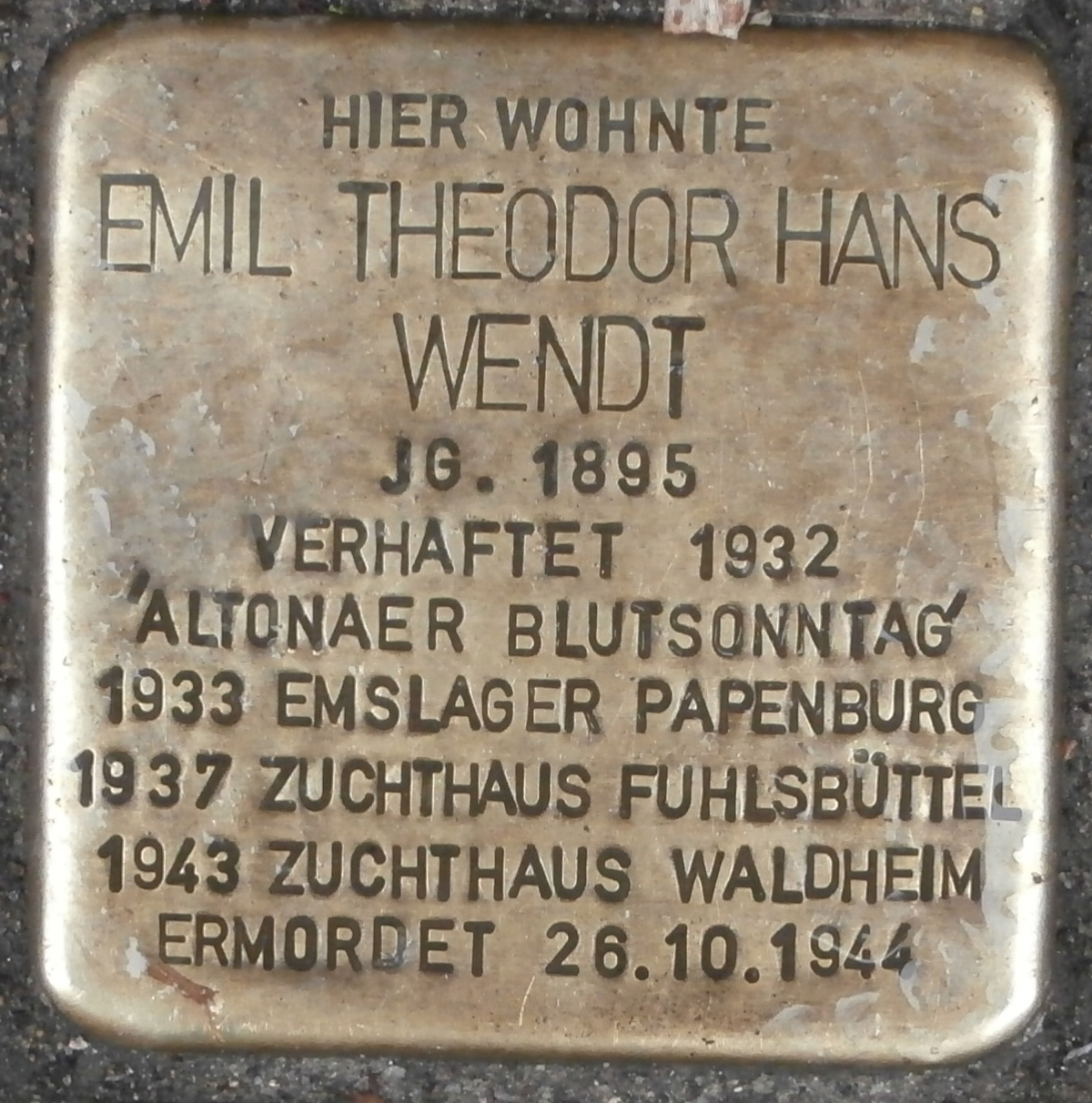
Stolperstein in der Scheplerstraße 80

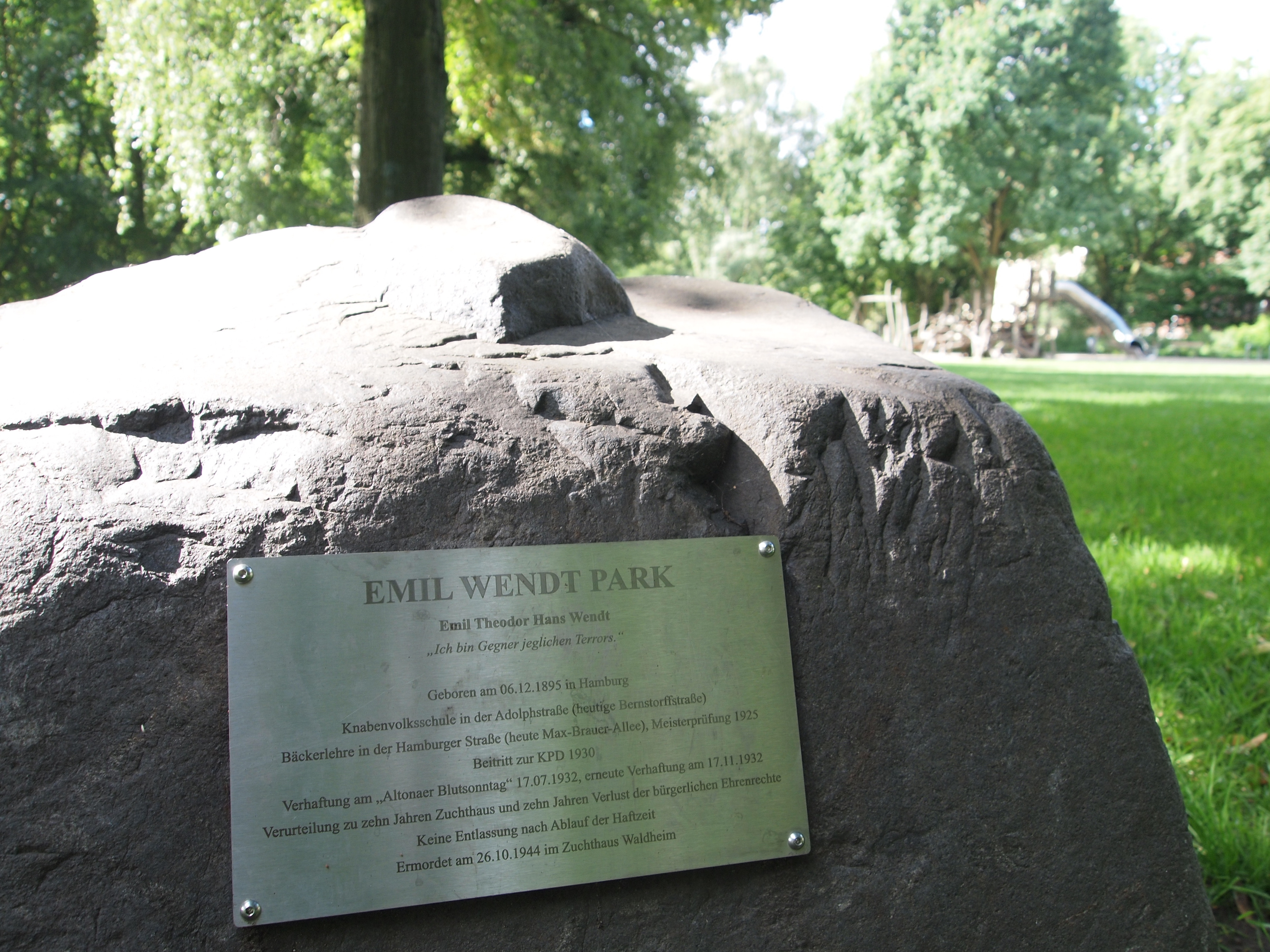
Findling am Park

Seine Leiche wurde im Krematorium Döbeln eingeäschert und beigesetzt. Aufgrund der Initiative des VVN wurde die Urne am 16. September 1953 exhumiert und zum Friedhof Ohlsdorf überführt, im dortigen Ehrenhain Hamburgischer Widerstandskämpfer wurde ein Gedenkstein für ihn errichtet (zweite Reihe links, erster Stein: Wendt, Emil T. H.).
An seinem letzten Wohnort in der Adlerstrasse (heute Scheplerstrasse) in Hamburg-Altona erinnert ein Stolperstein an ihn.
Ein Benennungsvorschlag bezüglich der Benennung einer Verkehrsfläche oder Umbenennung eines Teils des Goetheplatzes in Altona nach Wendt scheiterte im Jahr 2014 in der Bezirksversammlung Altona. Diese beschloss am 27. August 2015, einen Teil des Altonaer Walter-Möller-Parks in „Emil-Wendt-Park“ umzubenennen.
Die Umbenennung wurde am 14. Juni 2016 bekanntgegeben.